# Horacio d'Almeida
Pour les articles homonymes, voir Almeida (homonymie).
Horacio d'Almeida est un joueur français de volley-ball né le 11 juin 1988 à Lomé (Togo). Il mesure 2,00 m et joue central. Il est international français.

## Clubs
| Club               | De        | À         |
| ------------------ | --------- | --------- |
| Beauvais OUC       | 2006-2007 | 2006-2007 |
| Asnières Volley 92 | 2007-2008 | 2009-2010 |
| Tours VB           | 2010-2011 | 2011-2012 |
| Tourcoing LM       | 2012-2013 | 2012-2013 |
| CV Teruel          | 2013-2014 | 2013-2014 |
| Chaumont VB 52     | 2014-2015 | 2016-2017 |
| AS Cannes          | 2017-2018 | 2018-2019 |
| Grand Nancy VB     | 2019-2020 | 2023-2024 |

## Palmarès
- Championnat de France (1)
  - Vainqueur : 2012
  - Finaliste : 2011
- Coupe de France (1)
  - Vainqueur : 2011
- Championnat d'Espagne (1)
  - Vainqueur : 2014